# Tracia Occidental

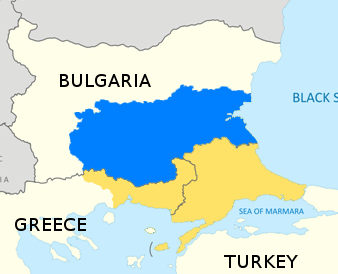
Tracia Septentrional, la parte búlgara de Tracia (en azul), y el resto de Tracia en amarillo (repartida entre la Tracia Occidental de Grecia y la Tracia Oriental de Turquía).

Tracia Occidental o Tracia Griega (en griego: [Δυτική] Θράκη, [Dytikí] Thráki, en turco: Batı Trakya y en búlgaro: Западна Тракия, Zapadna Trakiya o Беломорска Тракия, Belomorska Trakiya) es una región geográfica e histórica de Grecia, entre los ríos Nesto y Evros, en el noreste del país. Tracia Oriental, que se encuentra al este del río Evros, forma la parte europea de Turquía, y la zona al norte, en Bulgaria, se conoce como Tracia Septentrional.

## Historia

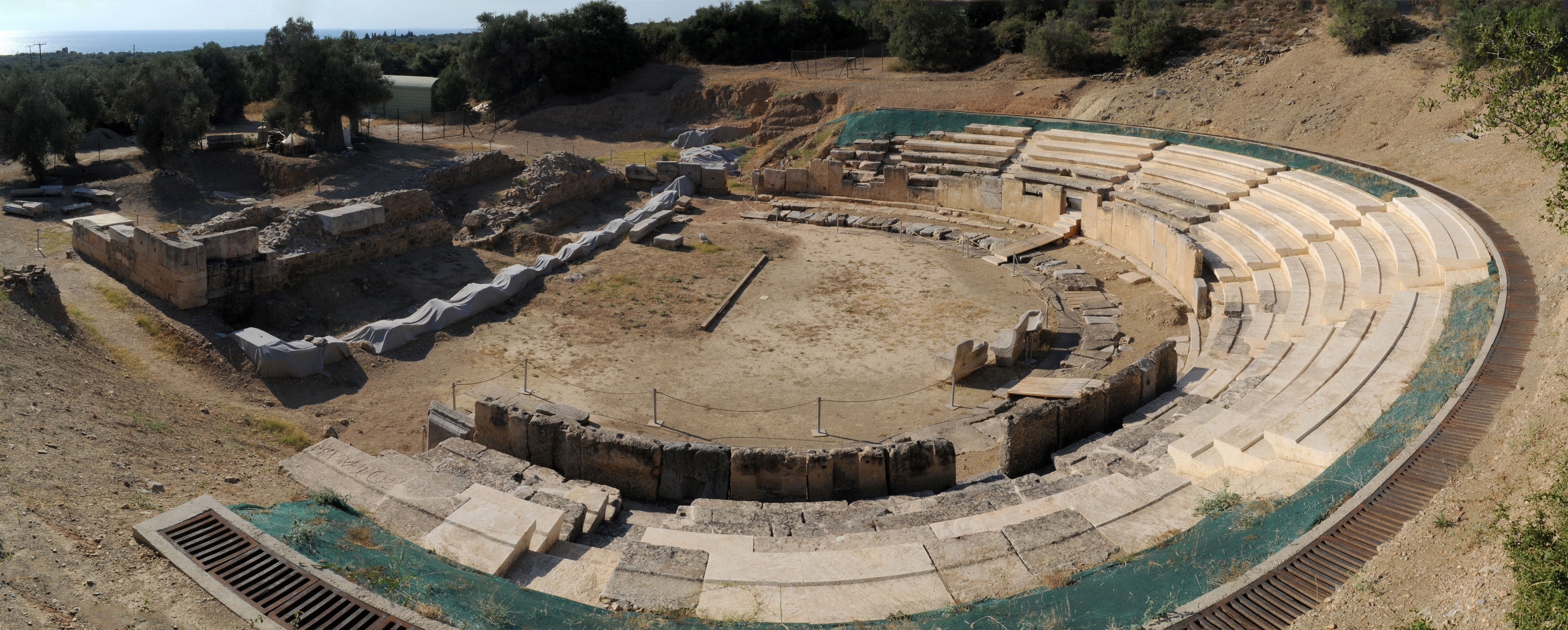
Vista del antiguo teatro de Maronea.

Habitada desde el paleolítico, ha estado bajo la influencia política, cultural y lingüística del mundo griego desde la antigüedad clásica; los griegos de las islas del Egeo colonizaron extensamente la región (especialmente la parte costera) y construyeron ciudades prósperas como Abdera (hogar de Demócrito o Protágoras) o Sale. En la época del Imperio bizantino, Tracia Occidental se benefició de su posición cerca del corazón del imperio y se convirtió en un centro cultural y comercial griego medieval; más tarde, bajo el dominio del Imperio otomano, se instalaron poblaciones musulmanas en la zona, marcando el nacimiento de la minoría musulmana de Grecia.
Topográficamente, Tracia alterna entre cuencas cerradas por montañas de diverso tamaño y valles fluviales profundamente cortados. Está dividida en tres unidades regionales (antiguas prefecturas): Xánthi, Ródope y Evros, que junto con las unidades regionales macedonias de Drama, Kavala y Tasos forman la región de Macedonia Oriental y Tracia.
El IV Cuerpo del Ejército Griego tiene su sede en Xánthi; en los últimos años, la región ha atraído la atención de los medios de comunicación internacionales tras convertirse en un punto de entrada clave para los inmigrantes ilegales y refugiados que tratan de entrar en el territorio de la Unión Europea; las fuerzas de seguridad griegas, en colaboración con Frontex, también están ampliamente desplegadas en la frontera terrestre greco-turca.

## Varios

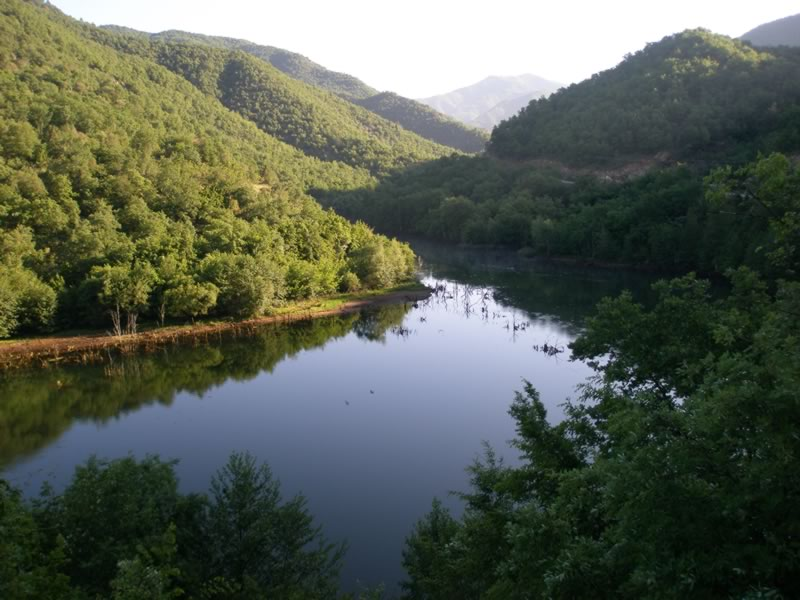
Río Nesto en las afueras de la ciudad de Xánthi.

- Abdera, la antigua ciudad costera griega de la hoy unidad periférica de Xánthi, es la cuna de los filósofos griegos Demócrito, considerado por algunos el padre de la teoría atómica, Protágoras, a quien se atribuye haber inventado el papel del sofista profesional o maestro de la "virtud". Otros ciudadanos ilustres incluyen a Anaxarco, Hecateo o el poeta Anacreonte.[3]

- Tracia y, en particular, los montes Ródope, en su parte montañosa septentrional, albergan una de las dos poblaciones de oso pardo (especie Ursus arctos) que sobreviven en Grecia (la otra se encuentra en los montes Pindo, en Grecia central).